# 大島義夫
大島 義夫（おおしま よしお、1905年 - 1992年8月30日）は、日本の言語学者、エスペラント学者。財団法人エスペラント学会理事。

## 人物
東京生まれ。中学生時代にエスペラントと出会い、1924年に日本エスペラント学会入会。1929年、早稲田大学政治経済学部卒。
昭和初期から比嘉春潮・伊東三郎らとプロレタリア・エスペラント運動（プロ・エス）に従事。『プロレタリア・エスペラント講座』（鉄塔書院）全6巻の編集にあたり、運動の理論的指導者となる。また「高木弘」のペンネームでソ連のエスペランチスト、ドレーゼンの『世界語の歴史』を翻訳・出版。唯物論の立場から言語学にアプローチし、ソビエト言語学の紹介につとめる。
1939年8月、タカクラ・テルや斎藤秀一らとともに、左翼言語運動事件で検挙。プロ・エス運動はこれにより壊滅した。
戦後は日本エスペラント協会（日本エスペラント学会とは別の大衆的運動団体）創立に参画し、委員長・常任委員長となったが、1950年末解散。その後『エスペラント四週間』（大学書林）はじめ、学習書・訳書を多数執筆。1971年から日本エスペラント学会理事。1979年以降、同参与。
1992年8月30日、骨髄異形成症候群による脳出血のため死去。
戦前・戦後の一貫した左派的姿勢は、学習書の例文・テクストにも色濃く現れている。

## 著書

### 単著
- 『エスペラント独習』正旗社、1949
- 『エスペラント四週間』大学書林、1961
- 『新エスペラント講座 第1巻 (入門編)』要文社、1968
- 『新エスペラント講座 第2巻 (基礎編)』要文社、1969
- 『新エスペラント講座 第3巻 (研究編)』要文社、1970

### 共著
- 『反体制エスペラント運動史』宮本正男共著　1974　三省堂ブックス

### 翻訳
- エドモン・プリバー『エスペラントの歴史』朝比賀昇共訳　理論社、1957
- E.スピリドヴィッチ『言語学と国際語』山崎不二夫共訳　ロムニブーソ社、1976

## 参考
- 『反体制エスペラント運動史』